# Shattuara
Shattuara, ook gespeld als Šattuara, was koning van het Hurrische koninkrijk van Hanigalbat in de 13e eeuw v.Chr.
Shattuara was een vazal van de Assyrische koning Adad-nirari I (1295-1263 v.Chr.). In een inscriptie van Adad-nirari wordt verteld dat hij rebelleerde tegen zijn leenheer, maar werd gevangengenomen, waarna hij zijn eed van trouw hernieuwde.
Een latere koning die ook Shattuara werd genoemd, heeft naar verluidt geregeerd tijdens de regeerperiode van de Assyrische koning Salmanasser I (1263-1233 v.Chr.). In een Assyrische inscriptie staat beschreven hoe koning Shattuara oorlog voerde tegen Salmanasser I. Echter, het lijkt waarschijnlijker dat deze gebeurtenis een herhaling van de rebellie tegen Adad-nirari I is, ofwel door Shattuara of zijn zoon Wasashatta.